# Orazio Gianutio della Mantia
Orazio Gianutio della Mantia ou Horatio Gianutio foi um jogador e autor de xadrez italiano. Publicou o Libro nel quale si tratta della maniera di gioucar à scacchi em 1597, que descrevia as regras do jogo em uso na época, condições para que o Rei efetuasse um pulo e o roque livre.